# Полуостров Ломоносова
Полуо́стров Ломоно́сова — полуостров в Приморье.
Полуостров Ломоносова находится на западном побережье Амурского залива и разделяет бухты Перевозная и Нарва. На полуострове находятся мыс Ломоносова (самая восточная точка полуострова), мыс Стенина (севернее мыса Ломоносова) и мыс Тоерек (южная точка полуострова высотой 49 м). В юго-западную часть полуострова вдается лагуна Цапличья. Полуостров отделён от материка узкой и низкой песчано-галечной пересыпью, на которой расположено село Перевозная, в которое планировалось провести восточный нефтепровод.
Полуостров преимущественно холмистый, местами заболоченный. Высочайшая точка 85 м. Южный берег крутой, обрывистый, скалистый; северный пологий, болотистый. Флора преимущественно лесная. Склоны используются в сельском хозяйстве.
Рядом с полуостровом глубины моря до 20 м.
Назван в честь русского учёного Михаила Васильевича Ломоносова.